# Ho fatto tardi
Ho fatto tardi è il quinto album in studio del rapper italiano Jack the Smoker, pubblicato il 3 luglio 2020 dalla Machete Empire Records con distribuzione Sony Music.

## Tracce
1. Foto – 2:10
2. Non ho mai – 2:37
3. Che si fa? (feat. Nitro) – 3:08
4. Fischi – 3:12
5. Fashion Week (feat. Dani Faiv) – 2:55
6. Mister (feat. Lazza & Jake La Furia) – 4:43
7. Jetlag (feat. Dani Faiv) – 3:30
8. No McDonald's (feat. MadMan) – 2:50
9. Torna su – 3:09
10. Euro – 3:24
11. Calamita – 2:34
12. Una come te – 2:55
13. Nuvole (feat. Izi) – 2:53

## Formazione
Musicisti
- Jack the Smoker – voce
- Nitro – voce aggiuntiva (traccia 3)
- Dani Faiv – voce aggiuntiva (tracce 5 e 7)
- Lazza – voce aggiuntiva (traccia 6)
- Jake La Furia – voce aggiuntiva (traccia 6)
- MadMan – voce aggiuntiva (traccia 8)
- Cesare Pizzetti – basso (traccia 9)
- Izi – voce aggiuntiva (traccia 13)

Produzione
- Big Joe – produzione (tracce 1 e 11)
- Low Kidd – produzione (tracce 2, 6 e 13)
- Strage – produzione (tracce 3, 4, 5, 9 e 10)
- Frenkie G – produzione (traccia 7)
- DJ 2P – produzione (traccia 8)
- Jack the Smoker – produzione (traccia 9)
- Mace – produzione (traccia 12)
- Venerus – produzione (traccia 12)
- David Ice – produzione (traccia 13)
- Andrea Suriani – missaggio, mastering

## Classifiche
| Classifica (2020) | Posizione massima |
| ----------------- | ----------------- |
| Italia            | 12                |